# Amblin Partners
Amblin Partners , LLC. è una società statunitense con sede a Universal City in California. Con le sue controllate sviluppa, produce e distribuisce film e programmi televisivi.

## Storia
Amblin Partners, LLC. è stata fondata da una Joint Venture formata da Steven Spielberg, Jeff Skoll di Participant Media, Anil Ambani di Reliance Anil Dhirubhai Ambani Group e Darren Throop di Entertainment One il 16 dicembre 2015. La società si concentra principalmente sulla produzione e distribuzione di film e programmi TV utilizzando le sue controllate DreamWorks Pictures, Amblin Entertainment e Participant Media. 
Lo stesso giorno della costituzione della società, Amblin Partners, LLC. ha annunciato di aver stipulato un contratto di distribuzione quinquennale con la Universal Pictures in base al quale i film sarebbero stati distribuiti e commercializzati attraverso Universal o dalla sua etichetta, Focus Features. Mister Smith Entertainment, che ha avviato il suo accordo di distribuzione internazionale con DreamWorks nel 2012, continua a gestire le vendite di distribuzione per i partner Amblin in Europa, Medio Oriente e Africa.
Il 9 ottobre 2016, Amblin Partners, LLC. ha raggiunto un accordo con la cinese Alibaba Pictures, in cui Alibaba ha acquisito una quota di minoranza nella società e in cambio si occuperà del marketing, del supporto alla distribuzione e del merchandising dei film di Amblin Partners, LLC. in Cina oltre al cofinanziamento dei film Amblin e DreamWorks in tutto il mondo. Il 15 febbraio 2017, Comcast, società madre di Universal, ha acquisito una quota di minoranza in Amblin Partners, rafforzando il rapporto tra Universal e Amblin.
Nel dicembre 2017, Amblin Partners, LLC. ha firmato un contratto di editoria musicale con BMG Rights Management, che copre la musica dei suoi film e serie TV.
Il 22 agosto 2019, Hasbro ha annunciato che avrebbe acquisito Entertainment One per 4 miliardi di dollari. L'acquisizione è stata completata il 30 dicembre 2019, con il risultato che la società di giocattoli ha ereditato la partecipazione di eOne in Amblin Partners. Il 5 maggio 2020, Amblin ha rinnovato il suo accordo con Nordisk Film. Nel novembre 2020, Amblin Partners, LLC. ha rinnovato il suo accordo di distribuzione con Universal, che continua a detenere una partecipazione azionaria. Lo stesso mese, tuttavia, Participant cessa la sua partecipazione in Amblin Partners, ponendo fine al suo rapporto con la società.
Nel giugno 2021, Amblin Partners ha firmato un accordo pluriennale per la produzione di "più nuovi lungometraggi all'anno" per Netflix.

## Filmografia
1. Il GGG - Il grande gigante gentile (The BFG) (2016)
2. La luce sugli oceani (The Light Between Oceans) (2016)
3. La ragazza del treno (The Girl on the Train) (2016)
4. La festa prima delle feste (Office Christmas Party) (2016)
5. Qua la zampa! (A Dog's Purpose) (2017)
6. Ghost in the Shell (2017)
7. Thank You for Your Service (2017)
8. The Post (2017)
9. 7 giorni a Entebbe (Entebbe) (2018)
10. Ready Player One (2018)
11. Il mistero della casa del tempo (The House with a Clock in Its Walls) (2018)
12. First Man - Il primo uomo (First Man) (2018)
13. Green Book (2018)
14. Benvenuti a Marwen (Welcome to Marwen) (2018)
15. Una giusta causa (On the Basis of Sex) (2018)
16. Captive State (2019)
17. Qua la zampa 2 - Un amico è per sempre (A Dog's Journey) (2019)
18. Cattive acque (Dark Waters) (2019)
19. 1917 (2019)
20. The Turning - La casa del male (The Turning) (2020)
21. Il processo ai Chicago 7 (The Trial of the Chicago 7) (2020)
22. Come Play (Come Play) (2020)
23. La ragazza di Stillwater (Stillwater) (2021)
24. Finch (2021)
25. Easter Sunday (2022)
26. The Good House (2022)
27. The Fabelmans (2022)
28. Demeter - Il risveglio di Dracula (The Last Voyager of the Demeter) (2023)
29. Maestro (2023)
30. Carry-On (2024)
31. Long Distance - Senza ossigeno (Long Distant) (2025)
32. Il club dei delitti del giovedì (The Thursday Murder Club) (2025)